# Провулок Дунаєвського (Київ)
Прову́лок Дунає́вського — провулок у Святошинському районі міста Києва, селище Біличі. Пролягає від вулиці Дунаєвського до вулиці Раїси Букіної.

## Історія
Провулок виник у першій половині XX століття. Назва на честь радянського композитора Ісаака Дунаєвського. 